# Sauce Cumberland

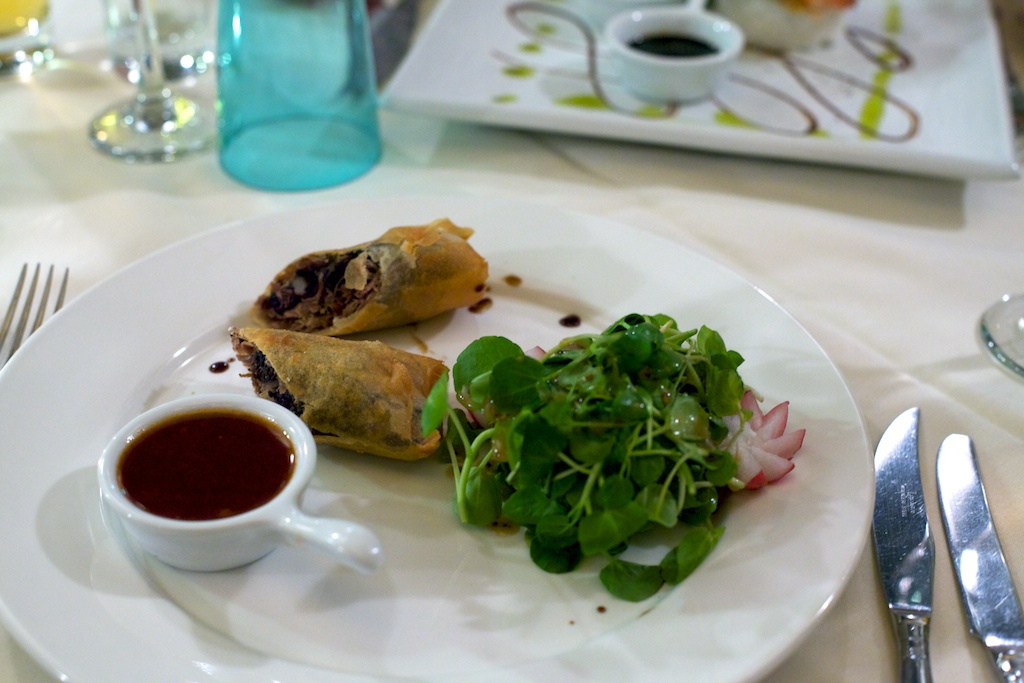
Roulades d'agneau à la sauce Cumberland.

La sauce Cumberland ou sauce Oxford est une sauce à base de vin de Porto qui mélange gelée, jus d'agrumes, moutarde et épices.

## Historique
La sauce est nommée ainsi en l'honneur du duc de Cumberland, plus jeune fils de George II de Grande-Bretagne et Caroline d'Ansbach. Il est entré dans l'histoire pour avoir écrasé la rébellion jacobite à la bataille de Culloden en 1746. Le gastronome Auguste Escoffier l'a popularisée.

## Ingrédients et préparation

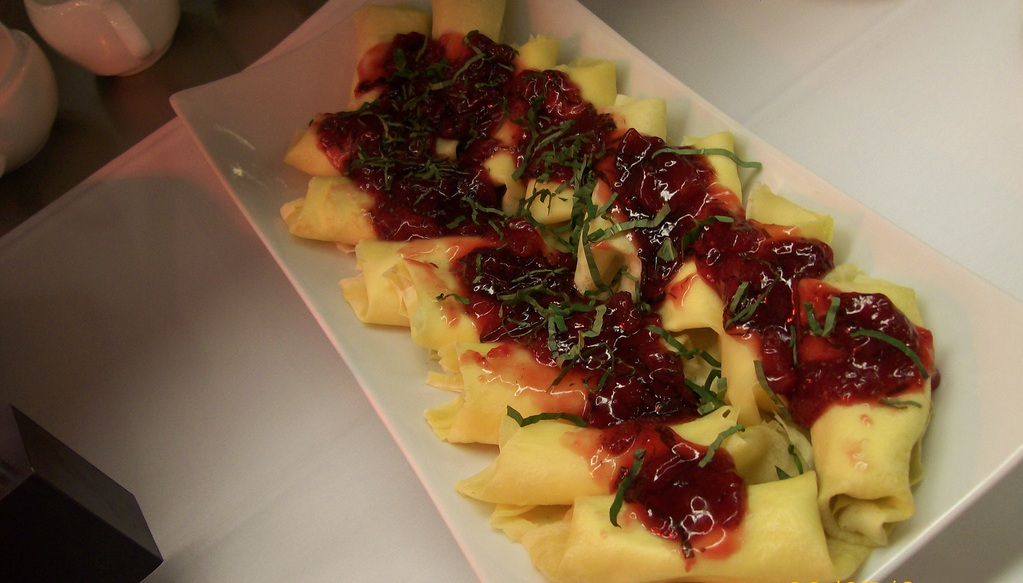
Roulades de canard confit à la sauce Cumberland.

La sauce est préparée avec du vin de Porto et de la gelée de groseille mélangés dans une casserole à feu doux. Dans un bol, un jus de citron et un jus d'orange sont mélangés à froid avec une sauce à la moutarde, du poivre de Cayenne et du gingembre auxquels viennent s'ajouter le porto et la gelée. Avant de servir sont ajoutés des zestes de citron et d'orange émincés en lanières (appelées « allumettes ») qui ont bouilli pendant quelques minutes pour en faire disparaître l'amertume,.

## Usage
Elle se sert froide et accompagne du gibier, des viandes froides et galantines. Au Royaume-Uni, elle est d'un usage courant dans les snack-bars et les pique-niques.  